# Hermann Meyer-Rodehüser
Hermann Meyer-Rodehüser (geborener Meyer, seit 3. März 1926 Meyer-Rodehüser; * 1. April 1883 in Soest; † 9. Dezember 1943 in Bonn) war ein deutscher Archivar und Diplomat.

## Leben

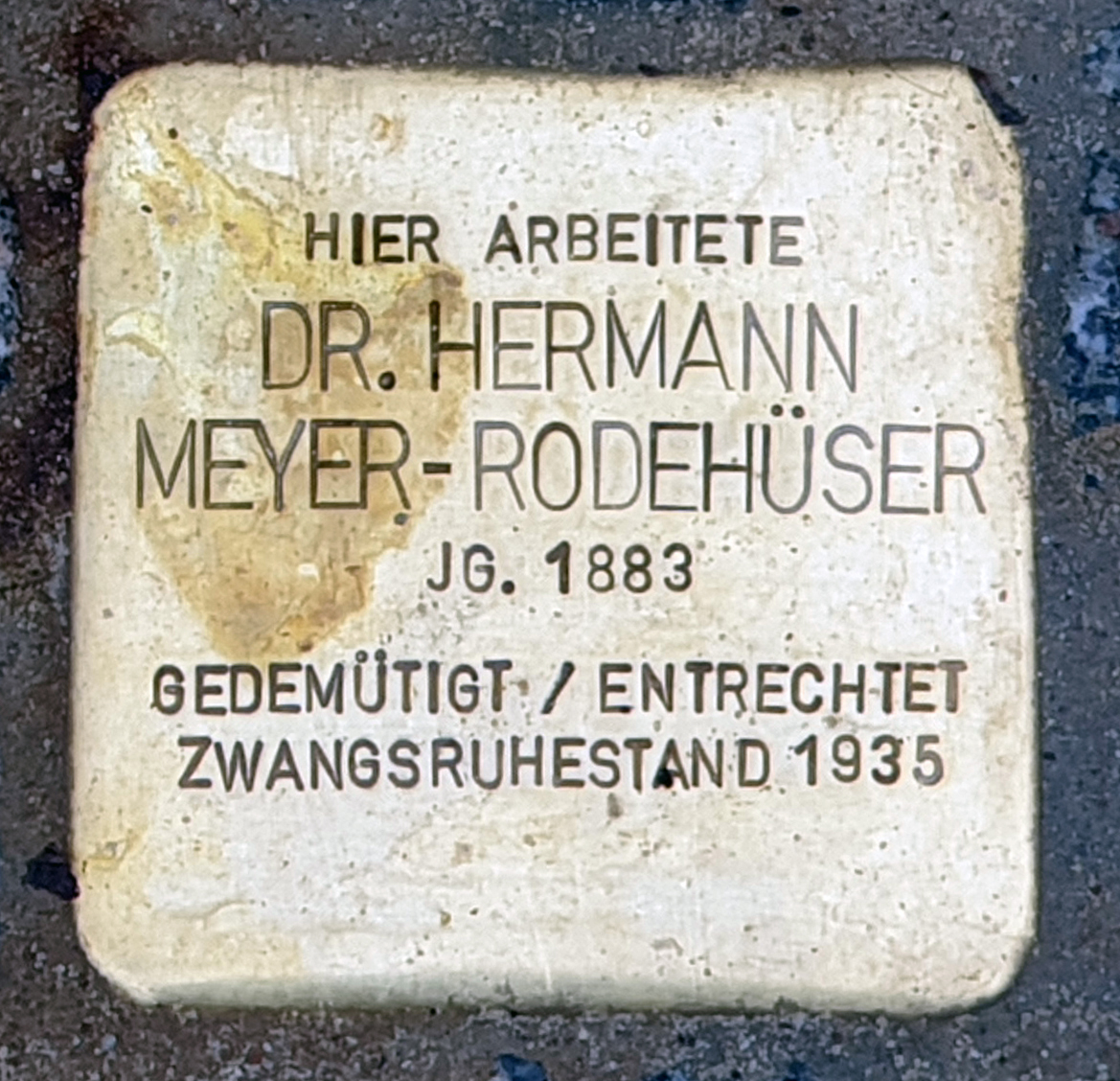
Stolperstein am Haus, Wilhelmstraße 92, in Berlin-Mitte

1902 machte er sein Abitur am Gymnasium in Paderborn. Von 1902 bis 1908 studierte er Philosophie, Theologie und Rechtswissenschaft an der Philosophisch-Theologische Fakultät Paderborn, den Universitäten München, Münster und Berlin, wo er am 9. März 1907 zum Dr. phil. promoviert wurde. Seit 1903 war er Mitglied der katholischen Studentenverbindung KDStV Sauerlandia Münster im CV.
Vom 1. Oktober 1910 bis 30. September 1911 war er Einjährig-Freiwilliger. Am 18. Dezember 1913 wurde er zum Leutnant der Reserve ernannt. Ab dem 2. November 1908 war er im preußischen Archivdienst, wo er am 26. Juli 1910 die Große Staatsprüfung ablegte. Am 1. November 1911 wurde er zum Hilfsarbeiter ernannt. Am 25. Oktober 1917 wurde er zum Archivar im Preußischen Staatsarchiv Königsberg ernannt. Von August 1914 bis zum 23. November 1918 leistete er Militärdienst im Ersten Weltkrieg.
Durch die Novemberrevolution 1918 wurde Karl Kautsky als Vertreter des Rates der Volksbeauftragten Unterstaatssekretär im Auswärtigen Amt. In monatelanger Arbeit studierte er die Dokumente des Amtes aus dem Jahr 1914 und legte im Februar 1919 eine Denkschrift über den großen Anteil der deutschen Regierung Bethmann Hollweg an der Kriegsschuld vor. Im Dezember 1918 trat Hermann Meyer seinen Dienst beim Auswärtigen Amt (AA) des Deutschen Reichs in Berlin an, wo er bis Frühjahr 1919 kommissarisch beim Beigeordneten Kautsky (Sammlung und Herausgabe der Akten des AA zum Kriegsausbruch) beschäftigt wurde.
Vom Frühjahr bis 10. September 1919 wurde er wieder im Preußischen Staatsarchiv Königsberg beschäftigt. Vom 10. September 1919 bis 15. Januar 1920 wurde er kommissarisch im Auswärtigen Amt beschäftigt. Ab dem 1. Februar 1920 war er mit der Organisation des Hauptarchivs des Auswärtigen Amtes beauftragt. Ab dem 2. August 1920 war er der Abteilung I (Personal und Verwaltung) organisatorisch zugewiesen.
Vom 1. Februar 1924 bis 27. August 1926 leitete er das Politische Archiv des Auswärtigen Amts. Sein Nachfolger in diesem Amt wurde Johann Sass. 
Am 9. Juni 1921 wurde er zum Oberregierungsrat ernannt. Ab dem 1. April 1922 war er zeitgleich Vertreter des Auswärtigen Amtes beim Parlamentarischen Untersuchungsausschuss zur Vorgeschichte des Weltkriegs.
Ab dem 23. Februar 1923 leitete er zeitgleich in der Abteilung II (West-, Süd- und Südosteuropa) das Referat Heiliger Stuhl.
Vom 17. April bis 2. Juni 1925 war er zugleich kommissarischer Leiter des Sonderreferates Deutschland, Innerdeutsche Angelegenheiten. Am 22. November 1923 wurde er zum Legationsrat Erster Klasse ernannt und am 16. Dezember 1924 wurde er zum Vortragenden Legationsrat ernannt. Am 28. März 1929 wurde er zum Botschaftsrat beim Heiligen Stuhl ernannt, wo er vom 12. April 1929 bis 20. Oktober 1931 beschäftigt wurde und am 9. Oktober 1929 zum Botschaftsrat ernannt wurde.
Am 9. Juli 1931 wurde er zum Generalkonsul in Marseille ernannt, wo er vom 2. November 1931 bis 2. November 1935 Exequatur hatte. Am 31. Juli 1935 wurde er in den einstweiligen Ruhestand und am 13. April 1937 in den Ruhestand versetzt.
Am 5. November 2021 wurde vor dem ehemaligen deutschen Außenministerium, Berlin-Mitte, Wilhelmstraße 92, ein Stolperstein für ihn verlegt.

## Familie
Seine Eltern waren römisch-katholisch: Elisabeth geb. Rodehüser und Johannes Meyer, ein Eisenbahnbeamter.
Am 20. Juni 1927 heiratete er Elisabeth geb. Huesker (Vater: Carl Joseph Georg H., Textilfabrikant).

## Werke
- Textkritische Studien zu den Schriften von Lupold von Bebenburg. Dissertation. München 1908.
- Lupold von Bebenburg. Studien zu seinen Schriften. Ein Beitrag zur Geschichte der staatsrechtlichen und kirchenpolitischen Ideen und der Publizistik im 14. Jahrhundert. Freiburg i. Br. 1909.
- Das politische Schriftwesen im Deutschen Auswärtigen Dienst. Ein Leitfaden zum Verständnis diplomatischer Dokumente. Tübingen 1920.
- Der Sieg der deutschen Sprache in den politischen Depeschen Preußens und des Reiches. (= Veröffentlichungen der Sektion für Rechts- und Sozialwissenschaft der Görres-Gesellschaft zur Pflege der Wissenschaft im katholischen Deutschland.. Band 40). Paderborn 1923.